# Oikos
Oikos (Acta Oecologica Scandinavica) — міжнародний науковий журнал, присвячений проблемам  екології. Заснований у 1949 році.

## Історія
Журнал був заснований у 1949 році групою екологів скандинавських країн (Данія, Ісландія, Норвегія, Фінляндія, Швеція). Раніше виходив під назвою Acta Oecologica Scandinavica. Публікується видавництвом Wiley-Blackwell (Denmark) спільно з товариством Nordic Society Oikos (Nordic Ecological Society). Редакція знаходиться в Швеції (Dept of Ecology, Lund Univ., Ecology Building, SE-223 62 Lund, Sweden).
Рівень цитування журналу (impact factor): 3.147 (2009), що ставить його на № 34 з 127 в категорії «Ecology».
У 2011 році вийшов 120-й том.
- Головні редактори:
  - 2010 — Tim Benton, Лідс
  - 2004–2010 Per Lundberg, Лунд
  - 1989–2004 Nils Malmer, Лунд
  - 1965–1989 Per Brinck, Лунд
  - 1949–1965 Christian Overgaard Nielsen, Копенгаген

## Тематика
- Прикладна екологія
- Екофізіологія
- Поведінкова екологія
- Екологія спільнот
- Екосистемна екологія
- Еволюційна біологія
- Функціональна екологія
- Популяційна екологія
- Екосистемна екологія

## ISSN
- ISSN 0030-1299 (print)
- ISSN 1600-0706 (online)